# زیردریایی کلاس ابتاو
سابمارین کلاس ابتاو (به انگلیسی: Abtao-class submarine) یک کلاس از زیردریایی است که طول آن ۲۴۳ فوت (۷۴ متر) می‌باشد.